# Aznar II Galíndez
Aznar II Galíndez (c. 846 - 893) foi o Conde de Aragão entre 867 e 893, filho e sucessor de Galindo I Aznárez.

## Relações familiares
Foi filho de Galindo I Aznárez (C. 836 - 867) e de Guldreguda ou também Guldegrut (c. 820 -?). Casou-se com Oneca de Pamplona, filha do rei de Pamplona, García Íñiguez de Pamplona, com que teve:
1. Galindo II Aznárez, que foi seu sucessor como  conde de Aragão entre 893 e 922. Casou por duas vezes, uma com Acibella Garcez da Gasconha, filha de Garcia Sanchez da Gasconha, "o curvado", e de Aminiona de Angoulêmee. Em segundas núpcias casou-se com Sancha Garcês de Pamplona, filha de Garcia Jimenes e de Onneca Rebelle de Sangüesa
2. Sancha Aznares ou também Sancha Aznares de Aragão, que se casou com MMaomé Altauil, chefe (uale) de Huesca.
3. Garcia Aznares